# 埃塞尔托
埃塞尔托（法語：Essertaux，法語發音：[esɛʁto]）是法国上法蘭西大區索姆省的一个市镇，属于亚眠区。

## 地理
埃塞尔托（49°44'26"N, 2°14'41"E）面积6.6 平方千米，位于法国上法蘭西大區索姆省，该省份为法国北部沿海省份，北起加来海峡省和北部省，西接滨海塞纳省和大西洋英吉利海峡，南至瓦兹省，东临埃纳省。
与埃塞尔托接壤的市镇（或旧市镇、城区）包括：努瓦河畔阿伊、博斯凯勒、努瓦河畔弗莱尔、瑞梅勒、奥雷莫、奥德塞勒。
埃塞尔托的时区为UTC+01:00、UTC+02:00（夏令时）。

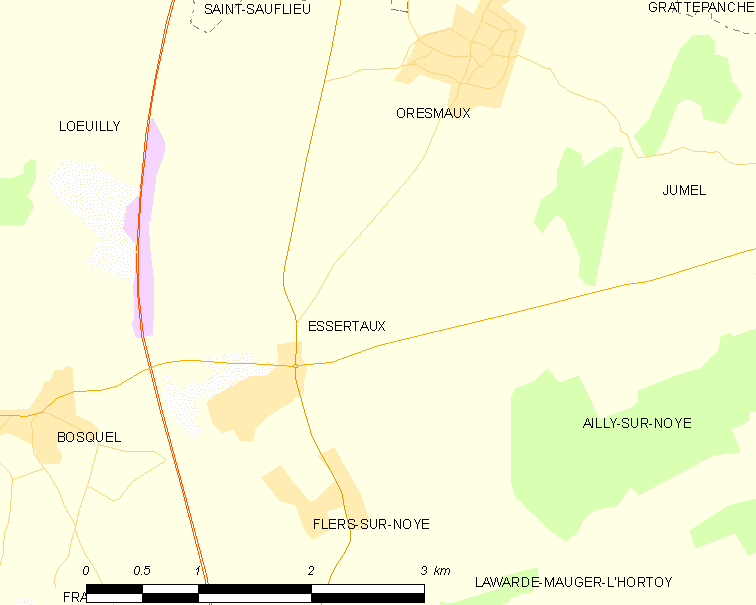
埃塞尔托的OSM定位图

## 行政
埃塞尔托的邮政编码为80160，INSEE市镇编码为80285。

## 政治
埃塞尔托所属的省级选区为努瓦河畔阿伊县。

## 人口

1962-2008年间埃塞尔托人口变化图示

埃塞尔托于2022年1月1日时的人口数量为270人。